# Saint-Péreuse
Saint-Péreuse, du latin Sanctus Petrusius, est une commune française située dans le département de la Nièvre, en région Bourgogne-Franche-Comté.
Ses habitants sont les Pétrusiens. Au XIXe siècle, la commune portait le nom de Saint-Péreuse-en-Morvand.

## Géographie
Saint-Péreuse surplombe la vallée du Veynon et se trouve à la limite du massif du Morvan et du Bazois. Sa superficie en 1860 était de 1 607 hectares, dont 500 hectares en bois. On y trouvait à cette époque une assez bonne qualité de vignes.
Le point culminant se situe au Toureau de Remondot  à 432 mètres.

### Hydrographie
Le Veynon, la Rivière de Garat, le Morion sont les principaux cours d'eau parcourant la commune.

### Villages, hameaux, lieux-dits, écarts
La commune comporte 14 hameaux (liste non exhaustive) :
- Besne, le Chemin, Cœurty, le Pilori, Niray, la Pommerée jadis Montjardin, Solière et non  Saulières[2], Toureau de Remondot, Villars, la Chaume du Clou, la Porte, le Brûlé, la Comme Champdury.

### Climat
Pour des articles plus généraux, voir Climat de la Bourgogne-Franche-Comté et Climat de la Nièvre.
En 2010, le climat de la commune est de type climat des marges montargnardes, selon une étude du Centre national de la recherche scientifique s'appuyant sur une série de données couvrant la période 1971-2000. En 2020, Météo-France publie une typologie des climats de la France métropolitaine dans laquelle la commune est exposée à un climat océanique altéré et est dans la région climatique  Centre et contreforts nord du Massif Central, caractérisée par un air sec en été et un bon ensoleillement. 
Pour la période 1971-2000, la température annuelle moyenne est de 10,2 °C, avec une amplitude thermique annuelle de 15,6 °C. Le cumul annuel moyen de précipitations est de 1 171 mm, avec 14,1 jours de précipitations en janvier et 8,9 jours en juillet. Pour la période 1991-2020, la température moyenne annuelle observée sur la station météorologique de Météo-France la plus proche, « Chateau Chinon », sur la commune de Château-Chinon (Ville) à 10 km à vol d'oiseau, est de 10,5 °C et le cumul annuel moyen de précipitations est de 1 252,3 mm. 
La température maximale relevée sur cette station est de 38,8 °C, atteinte le 25 juillet 2019 ; la température minimale est de −21,3 °C, atteinte le 10 février 1956,,. 
Les paramètres climatiques de la commune ont été estimés pour le milieu du siècle (2041-2070) selon différents scénarios d'émission de gaz à effet de serre à partir des nouvelles projections climatiques de référence DRIAS-2020. Ils sont consultables sur un site dédié publié par Météo-France en novembre 2022.

## Urbanisme

### Typologie
Au 1er janvier 2024, Saint-Péreuse est catégorisée commune rurale à habitat très dispersé, selon la nouvelle grille communale de densité à sept niveaux définie par l'Insee en 2022.
Elle est située hors unité urbaine et hors attraction des villes,.

### Occupation des sols
L'occupation des sols de la commune, telle qu'elle ressort de la base de données européenne d’occupation biophysique des sols Corine Land Cover (CLC), est marquée par l'importance des territoires agricoles (65 % en 2018), une proportion sensiblement équivalente à celle de 1990 (65,3 %). La répartition détaillée en 2018 est la suivante : prairies (58,4 %), forêts (33,5 %), zones agricoles hétérogènes (6,5 %), zones urbanisées (1,6 %). L'évolution de l’occupation des sols de la commune et de ses infrastructures peut être observée sur les différentes représentations cartographiques du territoire : la carte de Cassini (XVIIIe siècle), la carte d'état-major (1820-1866) et les cartes ou photos aériennes de l'IGN pour la période actuelle (1950 à aujourd'hui).

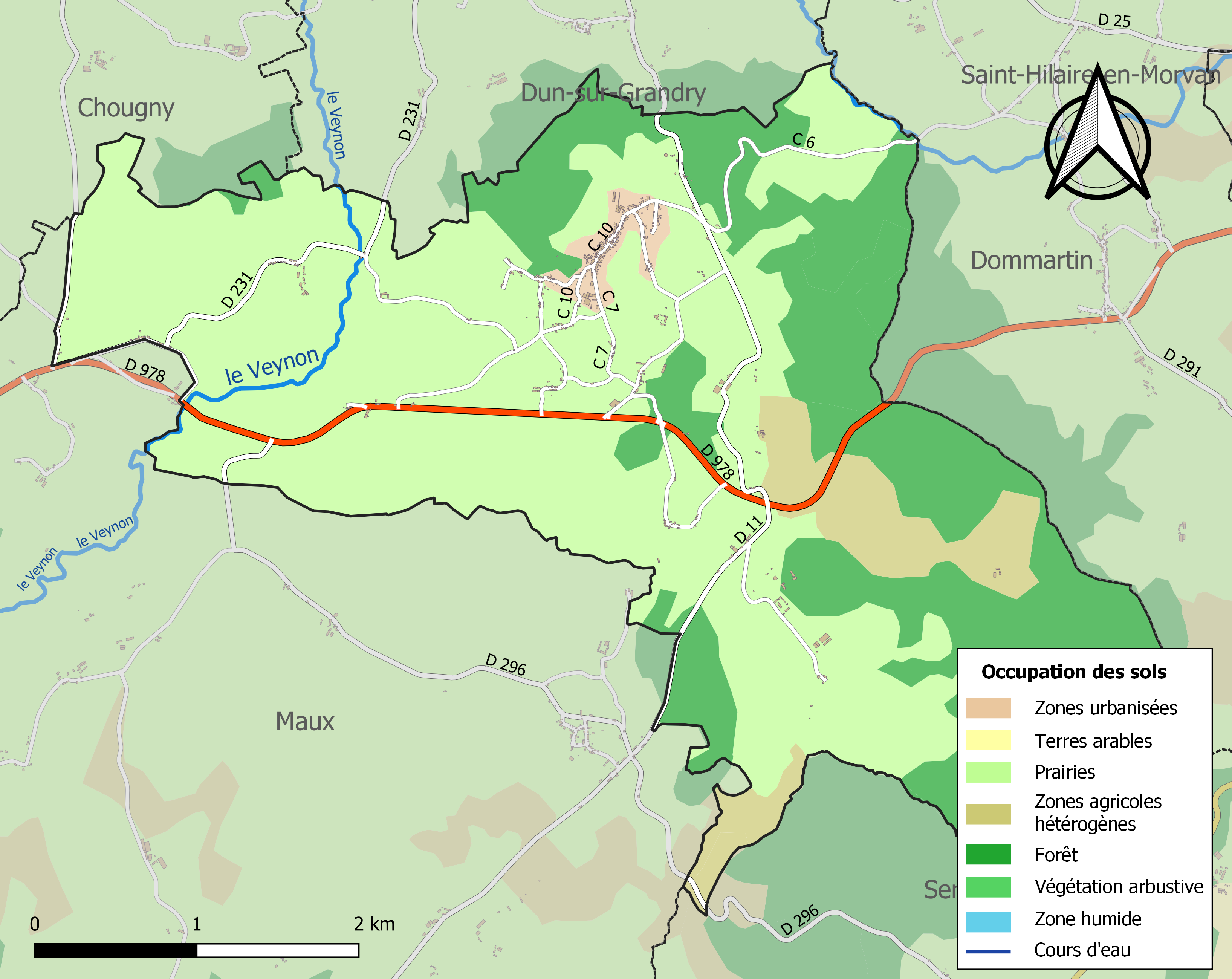
Carte des infrastructures et de l'occupation des sols de la commune en 2018 (CLC).

## Toponymie
Les mentions les plus anciennes de la localité sont en 887 abbatia Sancti Petrusii in Morvenno,, et en 1161 ecclesia de Sancto Petrusio in prioratu de Commagniaco,, 1441 Saint-Perreuse, 1564 Sainct-Perrase, 1577 Saint-Perruse, 1766 paroisse Saint-Pereuse en Nivernois, 1839 Saint-Pereuse. La localité a parfois été écrite Sainte-Pereuse pr les généalogistes 1713, 1726, 1786.
Le toponyme serait formé du latin Sancti "saint" + du nom de personne Petrusii "Petrusius". Ce saint serait célébré le 12 novembre. Petrusius correspondrait à la latinisation du nom Petra "roc, pierre, rocher" + le rad. -ius, mais il pourrait être aussi issu du gaulois petru "quatre", qui évolue phonétiquement en perru.

## Histoire
La commune de Saint-Péreuse aurait été fondée au Ve siècle par un moine, saint Pétrusii, venu répandre le christianisme. Le nom de Solières -Solis lucus nous dit en effet que ce lieu était un bois consacré au soleil. Des mécontents, le voyant détruire leurs idoles et faire des conversions le mirent à mort. Sa dépouille fut alors ensevelie sur les lieux de son supplice et son tombeau devint bientôt un lieu de pèlerinage. On y éleva un oratoire qui devint bientôt une abbaye que Charles le Chauve donna à l'église de Nevers au IXe siècle et que Charles III le Gros confirma le 15 des calendes de janvier 888. Ce monastère devint par la suite, un chapitre de chanoines. On croit que la maison abbatiale se trouvait près de l'église, au sud,
En 1161, l'évêque de Nevers, Bernard de Saint-Saulge, reconnaît dans ses lettres à l'abbé Bernard II, que l'église est bien la propriété de l'abbaye de Saint-Martin d'Autun et cette donation, est également confirmée par une bulle du pape Alexandre III, réfugié en France en 1164 : « In Nivernensi épiscopatu ecclesiam de S. Petrusio. »
La terre de Saint-Péreuse avait titre de baronnie et mouvait en partie du comté de Château-Chinon et en partie du duché de Nevers. Elle jouissait de la haute, moyenne et basse justice et de tous les droits féodaux du temps. Étienne et Jacques de Beaumont, chevaliers en étaient seigneurs en 1285.
Le village connu plusieurs incendies dont celui de 1847 qui en consuma une grande partie, dix ans plus tard, un nouveau sinistre détruisit le reste du village. En 1865, il était assez bien rebâti.

### Seigneurie de Besne
Voir Château de Besne.

### Seigneurie de Montjardin
La Maison de Chandiou fut au XIe siècle, propriétaire également du fief de Montjardin dit aujourd'hui La Pommerée. Elle est traversée par une voie antique.

### Seigneurie de Solière
Située sur un autre plateau, au sud, elle possède un beau château bâti en 1786. À côté une chapelle de style roman construite sur les plans de messieurs Pierre-Félix Delarue et Andoche Parthiot, architectes. Elle fait 12 mètres de long sur 5 mètres de large, bénite le 18 juillet 1859 par monseigneur Dominique-Augustin Dufêtre.

### Seigneurie du Chemin
Mouvant de Château-Chinon, elle était tenue en 1504 par Claude du Verne, seigneur de Cuy.

### Seigneurie de Niry
Située dans la vallée, à l'ouest, elle était la possession de la Maison de La Cleste en 1783.

### Seigneurie de La Pommerée
Autrefois  Montjardin , cette terre appartenait  au XIe siècle à la Maison  de Chandiou.

### Seigneurie de Villars
C'est sur cette terre que furent découverts des objets antiques. Fief de la mouvance du comté de Château-Chinon et était tenu en 1535 par Hector Berthelon, sieur de Champosserain.

### La Seconde Guerre mondiale
Les Allemands installèrent un poste d'observation au sommet du Toureau de Remondot pour surveiller la route de Nevers.

## Politique et administration

### Ancien Régime

#### Civile
Elle dépendait de l'élection et du grenier à sel de Château-Chinon
- 1050 ca    -  de Chandiou, Maison propriétaire du fief de Montjardin, aujourd'hui La Pommerée
- 1285       -  Étienne  et Jacques de Beaumont, seigneurs de Saint-Péreuse
- 1293       -  Hugues de Verrières, chevalier, seigneur de Solière qui testa cette année-là et choisit sa sépulture à l'abbaye Notre-Dame-et-Saint-Paul de Bellevaux. Agnès de Fontenay, sa veuve fit aveu la même année.
- 1323       -  Jean de Saillenay, écuyer, seigneur de Saint-Péreuse par une alliance
- 1353       -  Jeanne de Saillenay dame de Saint-Péreuse, épouse Hugues de Montaigu, baron de Couches, descendant de Hugues III de Bourgogne. Elle lui apporte également Beaumont.
- 1364       -  Philibert de Montaigu, fils du précédent, seigneur de Saint-Péreuse
- 1401       -  Jean de Montaigu, époux de Jeanne de Mello, sœur et héritière de Guillaume, sire d'Époisses et Odot de Montaigu, barons de Couches et de Saint-Péreuse.
- 1412       -  Guillaume de Solière, seigneur de Solière, paraît au siège de Château-Chinon cette année-là.
- 1469       -  Claude de Montaigu, fils de Jean  et époux de Louise de La Tour, fonda cette année-là le chapitre de Couches et mourut des blessures qu'il avait reçues au combat de Bussy. Seigneur d'Époisses et de Saint-Péreuse, sans postérité, testa en faveur de son neveu : Claude de Blaizy.
- 1470       - Claude de Blaizy ou Blézy, neveu du précédent, qui n'aura que des filles. l'aînée, Suzanne de Blaizy, épousa Philippe Ier de Rochechouart, qui reprit de fief en 1524.
- 1504       -  Claude su Verne, seigneur du fief du Chemin, et de Cuy
- 1512       -  Guillaume de Marry, seigneur de Solière, sieur de Montécot dont la sœur épousa  Guyot de Courvol, sire du Tremblay.
- 1524.      -  Philippe Ier de Rochechouart, seigneur de Saint-Péreuse.
- 1535       -  Hector Berthelon, seigneur de Villars et de Champausserain.
- 1558       -  Balthazar de La Tornelle, seigneur de Montjardin appelée aussi de La Pommerée, seigneur également de Poissons. Il n'eut pas de descendants.
- 1480 ca    -  Guillaume de Grandrye, écuyer, seigneur de Besne, de La Montagne, grenetier à Moulins-Engilbert.
- 1562       -  Charles de Grandrye, fils de Guillaume, succéda à son père, il était receveur des aides et des tailles du Nivernais, et trésorier du Duc de Nevers. Il était en 1572, ambassadeur du roi de France, chez les Grisons et sans postérité, légua  en 1571, Besne et ses dépendances  à Pierre de Grandrye, seigneur de Chovance, son neveu qui reprit de fief en 1578.
- 1571       -  Pierre de Grandrye reprit de fief en 1578 et donna en dot à sa fille : * 1580 ca    -  Élisabeth de Grandrye la seigneurie de Saint-Péreuse. Elle épousa Paul de Damas, chevalier de l'Ordre du Roi qui l'a transmis de même à :
- s. d.        -  Jacques de Mesgrigny, baron d'Aunay. Il eut plusieurs enfants dont deux filles mariées dans la Maison de  La Ferté Solière et un fils qui donna dénombrement de Saint-Péreuse
- 1596       -  Christine Chalotte de Rochechouart et Philippe II de Rochechouart descendants de Philippe Ier reprirent cette année-là. Leurs frères et sœurs, vendirent leur part de la seigneurie de Saint-Péreuse à Guillaume de Grandrye.
- 1650       -  Jean de Sallonnyer, seigneur de Solière, baron de Chandiou
- 1677       -  Catherine de Sallonnyer, fille de Jean, épouse de Claude de Laferté-Meun, seigneur de Solière, baron de Chandiou dont le fils aîné François-Marie.
- 1699       -  Antoine Le Peletier de Rosambo, seigneur de Besne
- 1700 ca    -  Henry Anne de Fuligny-Damas (1669-1745), comte de Rochechouart, seigneur d'Agey, baron de Marigny-sur-Ouche, de Couches et Saint-Péreuse[30].
- 1701       -  François-Marie de Laferté-Solière, seigneur de Solière, épousa le 2 juillet 1701, dans la chapelle de Cuzy, Anne Leroy qui apporta en dot le fief de Cuzy
- 1735       -  Jacques-Louis Ier de Laferté-Solière fils de François Marie, seigneur de Solière, acquit à cette date le comté de La Roche-Milay où il se fixa, avec son épouse  Marie-Louis Françoise Pitoys de Quicize . Il est décédé en 1768, léguant aux pauvres de ses terres  une somme de 8 000 livres en argent et son épouse treize ans plus tard ses propres joyaux. Solière passa à son fils puîné : Jacques-Louis II.
- 1737       -  Jean-Charles de Mesgrigny, lieutenant-général des armées du roi, comte d'Aunay, fils  de Jacques, donna dénombrement de Saint-Péreuse cette même année. Le comté d'Aunay, la baronnie de Saint-Péreuse  et bien d'autres domaines passèrent par le  mariage de sa fille Marie-Claire Aimée de Mesgrigny avec Louis Le Peletier de Rosembo, président à mortier au Parlement de Paris, dans cette famille.
- 1768       -  Jacques-Louis II de Laferté-Solière, fils de Jacques-Louis Ier hérita de la seigneurie de Solière, devenue une vicomté. C'est lui qui fit rebâtir le château et se montra partisan des révolutionnaires, auxquels il offrit des subsides[31], passant pour le peuple pour un homme dur et redoutable. Il fit construire au fond du bois du château de Solière, au bord d'un étang un tombeau où il fut déposé le 24 décembre 1824[32]. C'est le comte de Laferté-Champlâtreux, son neveu qui hérita de Solière.
- 1778       -  Charles Louis David Le Peletier de Rosambo , fils de Louis et Marie-Claire, comte d'Aunay, reprit de fief en 1778 et vendit Saint-Péreuse, Besne et leurs dépendances à Pierre François Tassin.
- 1783       -  La Cleste , cette Maison possède le fief de Niry.
- 1790       -  Pierre François Tassin, sg de Saint-Péreuse, Besne et Cœurty, descendant de Jehan Tassin, un des défenseurs d'Orléans en 1429. Sa famille fut anoblie par Louis XVI et put ajouter le nom de Saint-Péreuse à son patronyme. Il portait : « D'argent, au chevron de gueules, accompagné en chef  de deux étoiles et d'un croissant d'azur et en pointe, d'un aigle  essorant de sable ». Il était l'époux de Louise Adélaïde Hudaut qui lui donna :
- 1820 ca    -  Adélaïde Pierre François de Tassin de Saint-Péreuse ', époux de Catherine Madeleine Pauline Julien de Courcelles dont Pierre-Amédée.
- 1824       -  de Laferté-Champlâtreux, neveu de Jacques-Louis II de Laferté-Solière, hérite de son oncle et fit élever une chapelle gothique sur le tombeau de son oncle, mais qu'il ne put achever. Il vendit Solière à monsieur Grangier de La Marinière et partit s'installer à Beyrouth
- 1840 ca    -  Pierre Amédée de Tassin de Saint-Péreuse , seigneur de Saint-Péreuse et autres lieux, officier de hussards, épouse le 17 avril 1828, Amélie Joséphine Charlotte Barbé de Jaubert d'Hamerville.
- 1840 ca    -  Grangier de La Marinière, achète le domaine de Solière et revend à Denis Benoît d'Azy
- 1850 ca    -  Denis Benoît d'Azy
- 1855       -  Georges Léon René du Pré de Saint-Maur, gendre de Denis Benoît d'Azy, devient propriétaire de Solière. Il a fait bâtir la chapelle et dessiner le parc. En 1859, il a fondé près de Solière une maison religieuse, tenue par trois sœurs de la Providence de Portieux.

#### Religieuse
La paroisse, très ancienne, dépendait autrefois de l'archiprêtré de Châtillon-en-Bazois. Le patronage de la cure, était d'après une charte de 1161 à l'abbé de l'abbaye Saint-Martin d'Autun, à cause de son prieuré de Commagny. L'évêque Bernard de Saint-Saulge la cite dans la liste des églises de son diocèse comme relevant de ce monastère. Pourtant le pouillé du diocèse en attribue la collation au chapitre de Saint-Cyr.
Les dîmes de grains et de vin, à raison de la treizième gerbe ou tine, se partageaient entre le curé et le seigneur. Celles de Solières appartenaient en partie au bénéficier de la chapelle Saint-Blaise-et-Saint-Marc de Moulins-Engilbert.
- 1628    -  Huet
- 1671    -  Moreau
- 1703    -  Boucher
- 1763    -  Gaudry
- 1803    -  Constant
- 1811    -  Illenet
- 1813    -  Boulenot
- 1827    -  Roussel
- 1827    -  Rouillée
- 1831    -  Poudroux
- 1835    -  Béraud
- 1859    - J. Balloux

### Après la Révolution
| Période                                  | Période   | Identité                       | Étiquette | Qualité               |
| ---------------------------------------- | --------- | ------------------------------ | --------- | --------------------- |
| mars 2008                                | En cours  | Chantal Bernier                |           | Assistante maternelle |
| mars 2001                                | mars 2008 | Alain Thomy                    |           |                       |
| mars 1983                                | mars 2001 | Jean Michot                    |           | Maître-artisan        |
| 1977                                     | 1983      | Pierre Tassin de Saint-Péreuse | UDF       | Colonel en retraite   |
| 1945                                     | 1977      | Jean-Fernand Bongard           |           |                       |
| Les données manquantes sont à compléter. |           |                                |           |                       |

## Démographie
L'évolution du nombre d'habitants est connue à travers les recensements de la population effectués dans la commune depuis 1793. Pour les communes de moins de 10 000 habitants, une enquête de recensement portant sur toute la population est réalisée tous les cinq ans, les populations de référence des années intermédiaires étant quant à elles estimées par interpolation ou extrapolation. Pour la commune, le premier recensement exhaustif entrant dans le cadre du nouveau dispositif a été réalisé en 2005.

En 2022, la commune comptait 202 habitants, en évolution de −11,01 % par rapport à 2016 (Nièvre : −3,28 %, France hors Mayotte : +2,11 %).
| 1793 | 1800 | 1806 | 1821 | 1831 | 1836 | 1841 | 1846 | 1851 |
| ---- | ---- | ---- | ---- | ---- | ---- | ---- | ---- | ---- |
| 454  | 616  | 611  | 746  | 817  | 850  | 882  | 936  | 927  |

| 1856 | 1861 | 1866  | 1872 | 1876 | 1881 | 1886 | 1891 | 1896 |
| ---- | ---- | ----- | ---- | ---- | ---- | ---- | ---- | ---- |
| 967  | 931  | 1 008 | 969  | 955  | 929  | 892  | 880  | 930  |

| 1901 | 1906 | 1911 | 1921 | 1926 | 1931 | 1936 | 1946 | 1954 |
| ---- | ---- | ---- | ---- | ---- | ---- | ---- | ---- | ---- |
| 751  | 686  | 671  | 526  | 510  | 452  | 417  | 389  | 388  |

| 1962 | 1968 | 1975 | 1982 | 1990 | 1999 | 2005 | 2006 | 2010 |
| ---- | ---- | ---- | ---- | ---- | ---- | ---- | ---- | ---- |
| 373  | 352  | 340  | 300  | 260  | 286  | 282  | 277  | 281  |

| 2015 | 2020 | 2022 | - | - | - | - | - | - |
| ---- | ---- | ---- | - | - | - | - | - | - |
| 238  | 209  | 202  | - | - | - | - | - | - |

## Lieux et monuments
Civils
- Château de Saint-Péreuse, il n'en reste plus que deux pans de murs, épais et solides  près du nouveau cimetière. Cette forteresse eu à subir un siège en juillet 1474 par les troupes de Louis XI et c'est certainement de cette époque que date sa décrépitude. Elle était complètement en ruines en 1555. En effet cette année-là, Anne de La Tornelle, femme de Jean de Saint-Père, baron de Chandiou, voulant faire hommage à son suzerain pour sa vigne de A La Taulpine se présenta le 4 octobre devant la porte de son chastel, de présent en ruine et décadence, se mit à genoux et en baisa le seuil de la porte.
- Château de Besne du XVe siècle, remanié au XIXe siècle dont les fossés furent comblés.
- Château de Saulières du XVIIIe siècle
- Tronçon de la voie antique :

Des vestiges gallo-romains furent trouvés à Saint-Péreuse et à Villars, ce tronçon de voie est situé à la limite ouest de la commune et desservait Moulins-Engilbert à Blismes. Son rôle fut sûrement important au Moyen Âge car reliant Vézelay et les régions les plus au sud, coupant les grandes voies de communications. Son tracé traverse la seigneurie de Chandioux.
- Vestiges du Gibet , constitué de quatre poteaux plantés dans chacun une sorte de dé de pierre, réunis au sommet par un cadre en bois et tenus par des jambes de force, ce symbole du droit de haute, moyenne et basse justice que possédait la seigneurie de Saint-Pereuse se trouvait au XVe siècle au point culminant de celle-ci, au Toureau de Remondot. Dans les années 1945 on pouvait encore voir trois pierres constituant cet édifice dont il ne reste aujourd'hui qu'une seule.

Écoles
La première école publique date de 1865 pour les garçons. Les filles allaient dans une école congréganiste au hameau du Chemin, à trois kilomètres du bourg. Elle fermera en 1892 à la suite de l'ouverture de l'école des filles au village en 1885, dans une maison de location. Le bâtiment de la mairie et de l'école des garçons étant très délabré, menaçant ruines. La commune décide en 1897, la construction d'un ensemble scolaire regroupant garçons et filles.
Religieux
- Église Saint-Péreuse:

l'ancienne église était un édifice du XIIe siècle, de style roman, avec une abside peu profonde et un chœur voûté en berceau, surmonté d'une tour disgracieuse. La nef avec une lourde tribune en bois, était sans caractère, à l'exception d'une porte latérale à trilobes, datant du XIVe siècle, mais qui était murée. Dédiée au saint apôtre du pays dont la fête est le 12 novembre, la nouvelle église est à la pointe occidentale du plateau avec le presbytère. Reconstruite en 1864 sur les plans de Andoche Parthiot, architecte à Château-Chinon, elle est de style néo-roman en forme de croix latine, en pierre de granit. Un chœur en abside, d'un transept et d'une nef précédé d'un clocher et d'une flèche octogonale. Elle fait 34 mètres et 40 cm de long, pour une largeur de 16 mètres dans la croix et 8 mètres dans la nef. Elle coûta 40 000 francs dont 10 000 francs furent fournis par les maisons de Saint-Maur et de Saint-Péreuse qui obtinrent en reconnaissance, la concession des chapelles latérales, dédiées à la Sainte-Vierge et à saint-Péreuse, payant toutefois une rente de 25 francs à la fabrique pour cette concession.
- Presbytère : Datant du début du XIXe siècle. Il servit pour les offices dans la période précédent la reconstruction de la nouvelle église, ce qui explique la présence du bénitier qui provient de l'ancien édifice. Cette salle servira pour les chevaux et aussi de bûcher. Restaurée après être restée à l'abandon. Elle fut utilisée pour l'instruction religieuse.

Patrimoine naturel
- Un chêne pédonculé, figure à l'inventaire des arbres remarquables du Morvan. Il est situé au lieu-dit  la Pommeraie. Il fait 14,5 mètres de haut et une circonférence de 5,25 mètres. Cet arbre se creuse et permet de pénétrer à l'intérieur.

## Personnalités liées à la commune
- Jean Beautemps, habitant de la commune mort en 1840 âgé de 108 ans, et sa sœur à 105 ans.
- Pierre Tassin de Saint-Péreuse (1910-1995) : officier de l'armée de l'air, il rejoint en juin 1940 la France libre  depuis le Maroc, dans des circonstances rocambolesques. Commandant du groupe de bombardement Lorraine, puis du groupe « Bretagne », il est amputé d'une jambe à l'issue d'un accident d'avion en 1943. Il termine la guerre comme lieutenant-colonel (colonel en 1952). Il fut également compagnon de la Libération et commandeur de la Légion d'honneur[37].
- Joseph Lagrange dit « Le Poète », vigneron poète qui chanta la douceur de vivre de Saint-Péreuse au début du XXe siècle.